# Excorallana warmingii
Excorallana warmingii är en kräftdjursart som först beskrevs av Hansen 1890.  Excorallana warmingii ingår i släktet Excorallana och familjen Corallanidae. Inga underarter finns listade i Catalogue of Life.